# Kařez
Kařez (en allemand : Karas, précédemment : Karez) est une commune du district de Rokycany, dans la région de Plzeň, en République tchèque. Sa population s'élevait à 697 habitants en 2021.

## Géographie
Kařez se trouve à 17 km au nord-est de Rokycany, à 31 km à l'est-nord-est de Plzeň et à 55 km au sud-ouest de Prague.
La commune est limitée par Zbiroh au nord, par Cerhovice et Újezd à l'est, par Kařízek au sud et par Cekov à l'ouest.

## Histoire
La première mention écrite du village date de 1281.

## Transports
Par la route, Kařez trouve à 6 km de Zbiroh, à 22 km de Rokycany, à 34 km de Plzeň et à 61 km de Prague. 